# Haus Harderode
Haus Harderode gehört zu Harderode im Flecken Coppenbrügge im Landkreis Hameln-Pyrmont. Es liegt dort, wo sich die Landesstraßen L 425 und L 588 kreuzen.

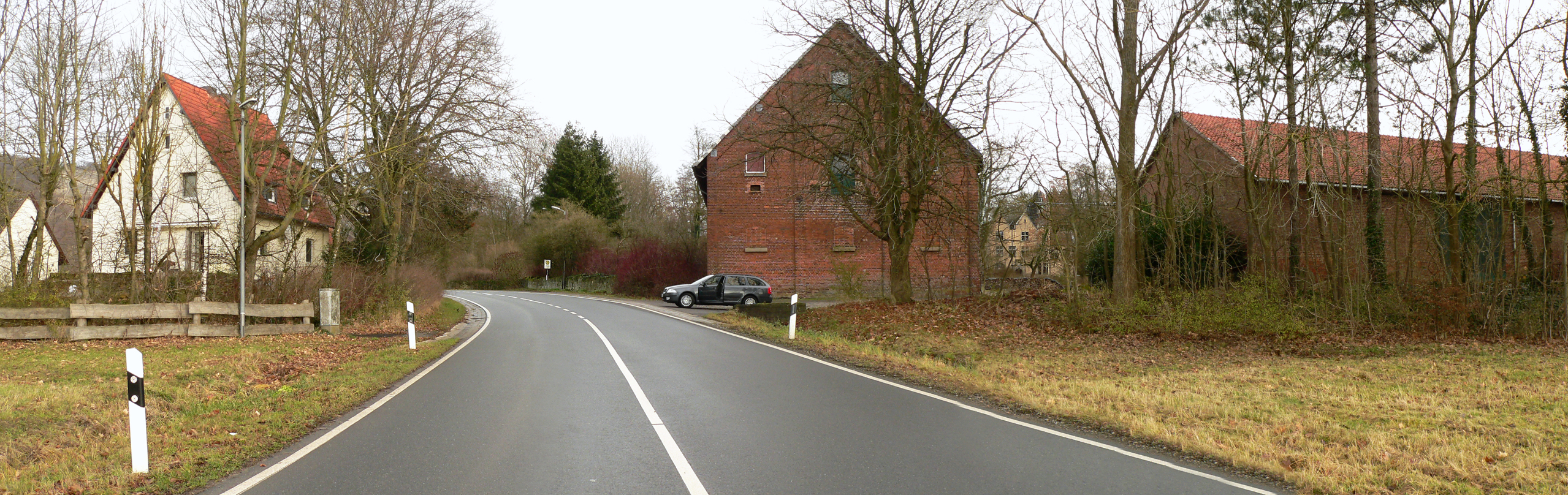
Haus Harderode, rechts das Rittergut mit Herrenhaus

## Lage
Haus Harderode hat seinen Platz unterhalb des Lauensteiner Steinbruchs im Ith. Im Norden liegt Bisperode, im Nordosten liegt Coppenbrügge. Im Osten liegt Lauenstein, im Südosten liegt Wallensen, im Süden liegt Harderode, im Südwesten liegt Esperde, im Westen liegt Bessinghausen und im Nordwesten liegt Voremberg.
500 m östlich von Haus Harderode entspringt die Ilse, ein rund 10 Kilometer langer, rechtsseitiger Nebenfluss der Weser.

## Haus Harderode zu Harderode
Der kleine Ort mit ca. 5 Häusern gehört zur Gemeinde Harderode. Der Ort soll älter als Harderode sein. Die Einwohner von Haus Harderode gehören zu Harderode.

## Geschichte
Bis 1542 war Haus Harderode lüneburgisches Lehen der Herren von Schwicheldt, einer Adelsfamilie aus der Stadt Hildesheim. Bis zur Gegenwart erlebte der Grund zahlreiche Besitzerwechsel und Änderungen der zumeist landwirtschaftlichen Nutzung. Im 19. Jahrhundert ging aus dem von Jobst Heinrich errichteten „Neuhaus“ (später als Vorwerk bezeichnet) das Rittergut „Haus Harderode“ hervor. In der zweiten Hälfte des 19. Jahrhunderts erwarb Rudolf von Blum das Rittergut. Er stammte aus einer seit 1291 urkundlich erwähnten Patrizierfamilie aus Hannover. Das Rittergut befindet sich bis heute im Privatbesitz.